# Napęd hydrauliczny
Napęd hydrauliczny – urządzenie służące do przekazywania energii mechanicznej z miejsca jej wytworzenia do miejsca napędzanego za pomocą cieczy. Zasada działania napędów hydraulicznych oparta jest na prawie Pascala.
Napędy hydrauliczne są wykorzystywane w górnictwie, hutnictwie, obrabiarkach, maszynach rolniczych, budowlanych i drogowych.
Napędy hydrauliczne dzielone są na hydrostatyczne i hydrokinetyczne.
Ze względu na to, w jakim układzie działa pompa, wyróżniamy 2 rodzaje obiegu hydraulicznego i są to:
- układ hydrauliczny otwarty – praca pompy w obiegu otwartym oznacza, że pompa zasysa ciecz służącą przenoszeniu energii ze zbiornika i transportuje ją następnie do odbiornika, a po oddaniu przenoszonej energii – ciecz wraca z powrotem do zbiornika, skąd zasysana jest ponownie przez pompę.

- obieg hydrauliczny zamknięty – obieg cieczy hydraulicznej odbywa się tylko pomiędzy pompą i silnikiem i olej nie wraca do zbiornika. Silnik oddaje swoją energię maszynie roboczej, a ciecz z silnika hydraulicznego po oddaniu swej energii, wraca przewodem bezpośrednio do pompy i w ten sposób obieg się zamyka.

## Zalety napędów hydraulicznych
- małe gabaryty i ciężar, zwarta budowa,
- trwałość i niezawodność,
- duży moment rozruchowy przy krótkim czasie rozruchu i hamowania,
- płynna, bezstopniowa regulacja prędkości i zmiany kierunku ruchu,
- duża obciążalność przy małych prędkościach ruchu,
- łatwość zabezpieczenia przed przeciążeniem,
- realizacja dowolnych ruchów urządzenia wykonawczego: posuwisto-zwrotnych, wahadłowych i obrotowych,
- precyzja działania,
- standaryzacja elementów i łatwość automatyzacji,
- łatwość prowadzenia instalacji nawet na duże odległości,
- małe koszty konserwacji ze względu na smarne właściwości czynnika roboczego.

## Wady napędów hydraulicznych
- wrażliwość na zapowietrzenie,
- straty mocy podczas przepływu czynnika roboczego w instalacji,
- wymagania wysokiej precyzji wykonania i remontu urządzeń,
- wymagania wysokiej kwalifikacji obsługi,
- konieczność dokładnego wykonania elementów zasilających,
- w niektórych przypadkach konieczność utrzymywania stałej temperatury obiegowej